# 佩勒姆鎮區 (北卡羅萊納州卡斯韋爾縣)
佩勒姆鎮區（英語：Pelham Township）是位於美國北卡羅萊納州卡斯韋爾縣的一個鎮區。

## 地方資料
佩勒姆鎮區的面積為144.99平方千米，皆為陸地。根據2020年美國人口普查的數據，當地共有人口4182人，而人口密度為每平方千米28.84人。